# Embajada de España en la República Checa
La Embajada de España en la República Checa es la máxima representación legal del Reino de España en  la República Checa.

## Embajador
El actual embajador es Alberto Moreno Humet, quien fue nombrado por el gobierno de Pedro Sánchez el 7 de septiembre de 2022.

## Misión Diplomática
El Reino de España concentra su representación en el país en la embajada en la capital del país, Praga , establecida en 1977 al iniciarse las relaciones entre España y la entonces República Socialista de Checoslovaquia. Esta embajada era heredera de la legación española en Checoslovaquia, que funcionó desde 1919 a 1938. 

## Historia
La República Checa es uno de los dos estados, junto con Eslovaquia, en los que se dividió Checoslovaquia tras su desaparición en 1991, aunque el país se mantuvo como una República Federativa entre ambos países hasta 1993. La representación española en Chequia continuó a través de la Embajada española en Praga, sucesora de la Embajada de España en Checoslovaquia.